# Charp
Charp (nenzisch und russisch Харп) ist eine Siedlung städtischen Typs im Autonomen Kreis der Jamal-Nenzen (Russland) mit 6413 Einwohnern (Stand 14. Oktober 2010).

## Geografie

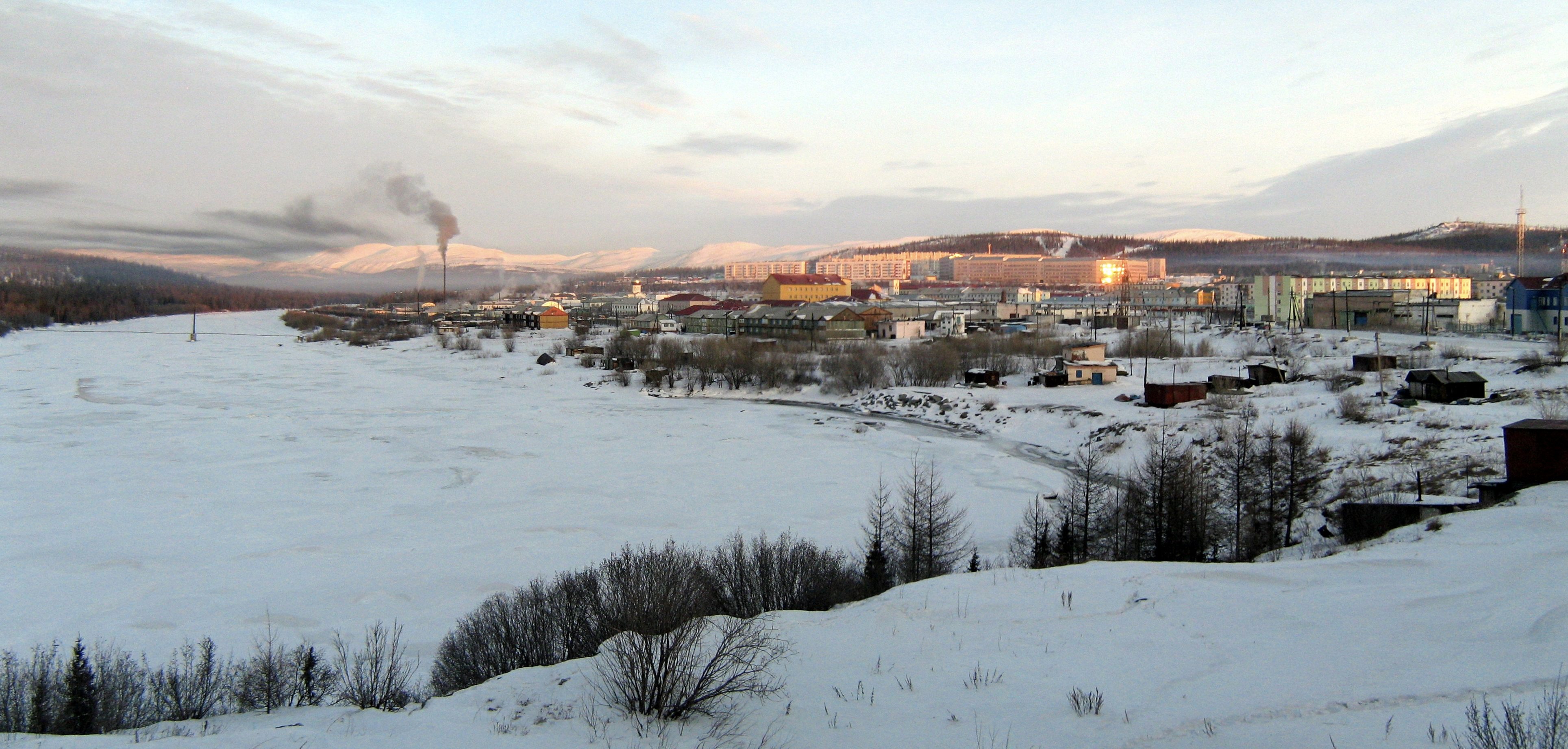
Charp

Die Siedlung liegt am Ostrand des Polaren Ural nördlich des Polarkreises, knapp 50 km Luftlinie nordwestlich der Republikhauptstadt Salechard und 30 km nordwestlich der Stadt Labytnangi. Sie befindet sich am linken Ufer des linken Ob-Nebenfluss Sob gegenüber der Einmündung des Zuflusses Jenga-Ju.
Charp gehört zum Rajon Priuralski und ist von dessen Verwaltungszentrum Aksarka knapp 100 km in westnordwestlicher Richtung entfernt.

## Geschichte
Der Ort entstand Anfang der 1960er-Jahre am 1955 in den regulären Betrieb gegangenen Westteil der Polarkreiseisenbahn von Tschum südlich Workuta über den Ural nach Labytnangi am Ob, im Zusammenhang mit der wirtschaftlichen Erschließung. Zuerst trug er den russischen Namen Sewernoje Sijanije (‚Polarlicht‘), später wurde die nenzische Entsprechung Charp offiziell. In den 1980er-Jahren wurde der Status einer Siedlung städtischen Typs verliehen.

### Bevölkerungsentwicklung
| Jahr | Einwohner |
| ---- | --------- |
| 1989 | 5381      |
| 2002 | 7278      |
| 2010 | 6413      |

Anmerkung: Volkszählungsdaten

## Wirtschaft und Infrastruktur
Bei Charp baut die Aktiengesellschaft Kongor-Chrom ein Chromit-Vorkommen ab. In der Siedlung gibt es eine Zementfabrik der Jamalneftegas-schelesobeton, die vorrangig die von Gazprom ausgebeuteten Erdgaslagerstätten auf der Jamal-Halbinsel versorgt, sowie ein erdgasbetriebenes Wärmekraftwerk mit einer Leistung von 10 Megawatt für die lokale Versorgung.
Charp liegt an der Polarkreiseisenbahn (Station Charp – Sewernoje Sijanije, Streckenkilometer 153 ab Tschum). Straßenverbindung besteht nach Labytnangi am Ob.

### Strafgefangenenlager in Charp
Der Ort ist außerdem für die dort befindlichen Straflager Schneeeule (Полярная сова, auch als ‚Polareule‘ übersetzt) bekannt, darunter eines von insgesamt fünf in Russland für zu lebenslanger Haft Verurteilte. Dort sitzt unter anderem der Serienmörder Alexander Pitschuschkin ein. In einem weiteren Lager verbüßte der Unternehmer Platon Lebedew, ehemaliger Vize-Vorstandsvorsitzender des Ölkonzerns Yukos, ab 2005 einen Teil seiner Haftstrafe. Auch Nurpaschi Kulajew, der tschetschenische Terrorist und einzige Überlebende der Geiselnahme von Beslan im September 2004, sitzt seit 2006 zu lebenslanger Haft verurteilt in Charp ein. Im Dezember 2023 wurde der Oppositionelle Alexei Nawalny als Häftling in die Strafkolonie Nr. 3 „Schneeeule“ verlegt, wo er am 16. Februar 2024 zu Tode kam; die Todesursache ist unklar.